# 中通り大橋

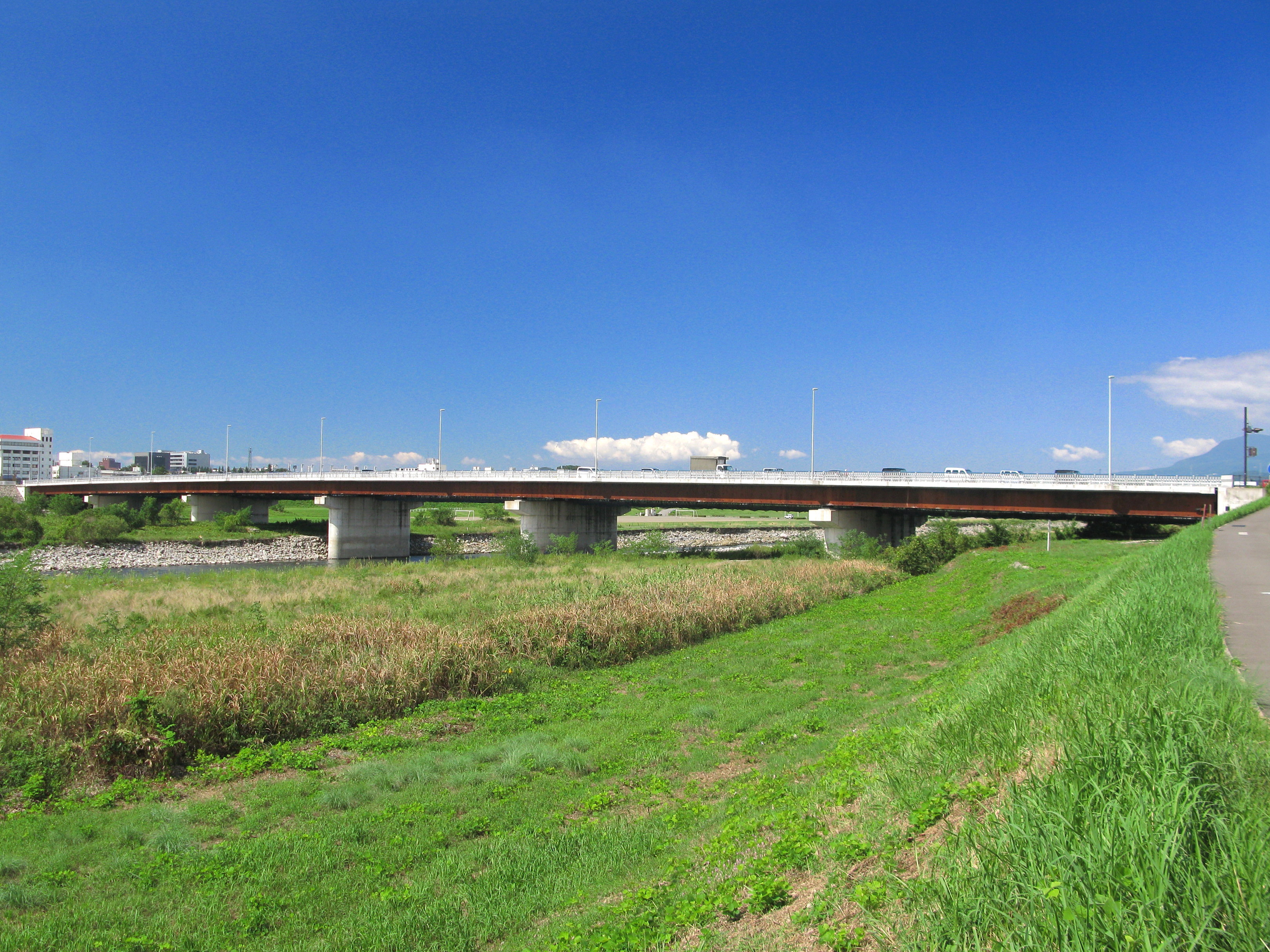
中通り大橋（2012年9月）

中通り大橋（なかどおりおおはし）は、群馬県桐生市の渡良瀬川に架かる橋である。橋長298.0m、幅員23.8m。

## 概要
桐生市三吉町二丁目と同市広沢町一丁目の間に架かる。歩道に織物の柄や鋸屋根の意匠を取り入れている。上流側には錦桜橋が、下流側には昭和橋がそれぞれ架かっている。
2005年（平成17年）に工事が開始され、2010年（平成22年）3月27日に、幅11.9mの下流側半橋が暫定2車線で開通した。同日、錦琴平線の三吉町部分が開通し、錦町方面とも結ばれた。2013年（平成25年）3月30日に、上流側の半橋2車線分が開通し、幅23.8mの4車線橋となった。
桐生旧市街から国道122号・国道50号を経て北関東自動車道の太田藪塚ICまでを結ぶ市道・中通り大橋線の一部となっており、今後、国道50号以南の区間の事業化が予定されている。

## 風景

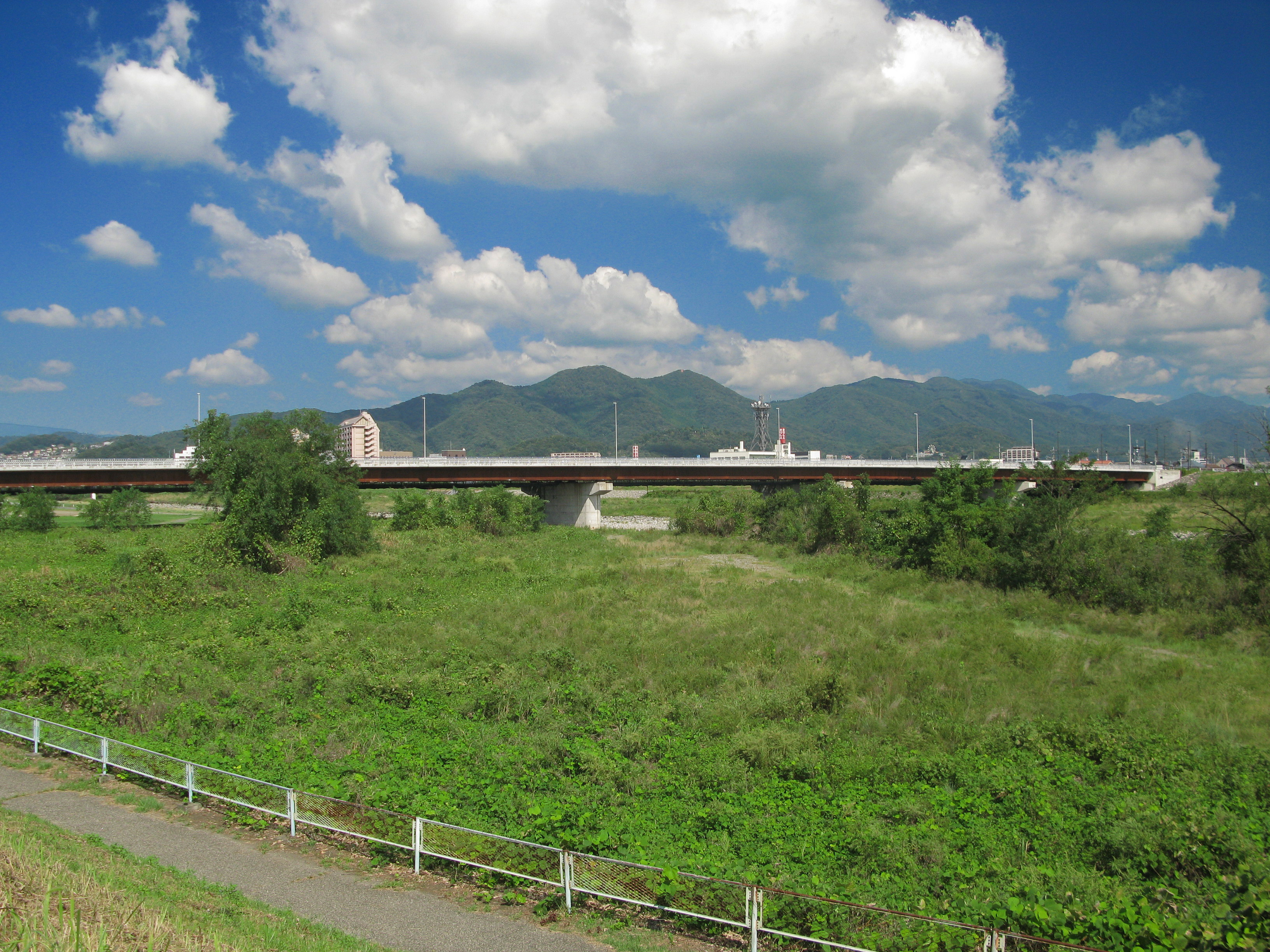
右岸下流側から
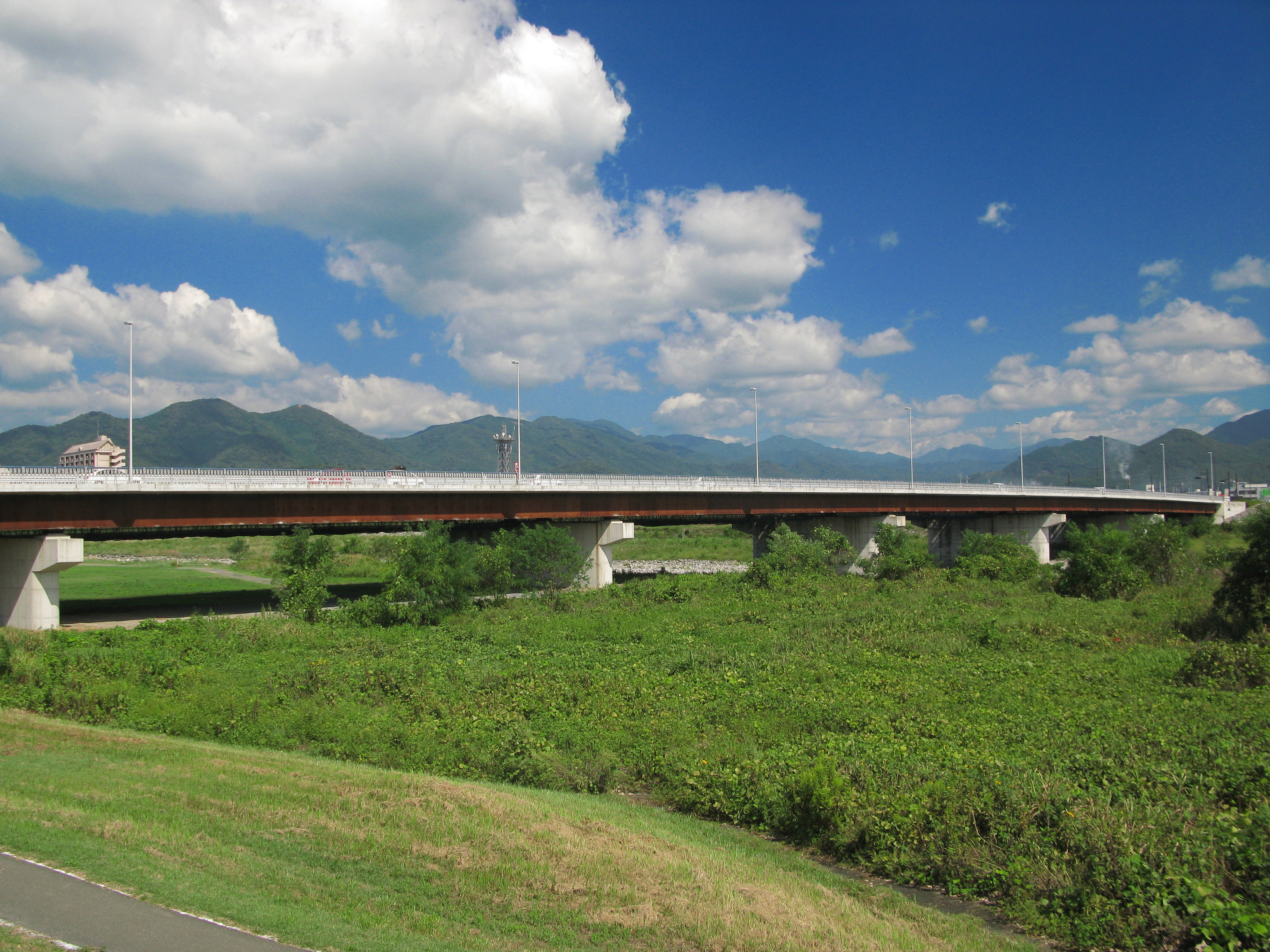
右岸下流側から
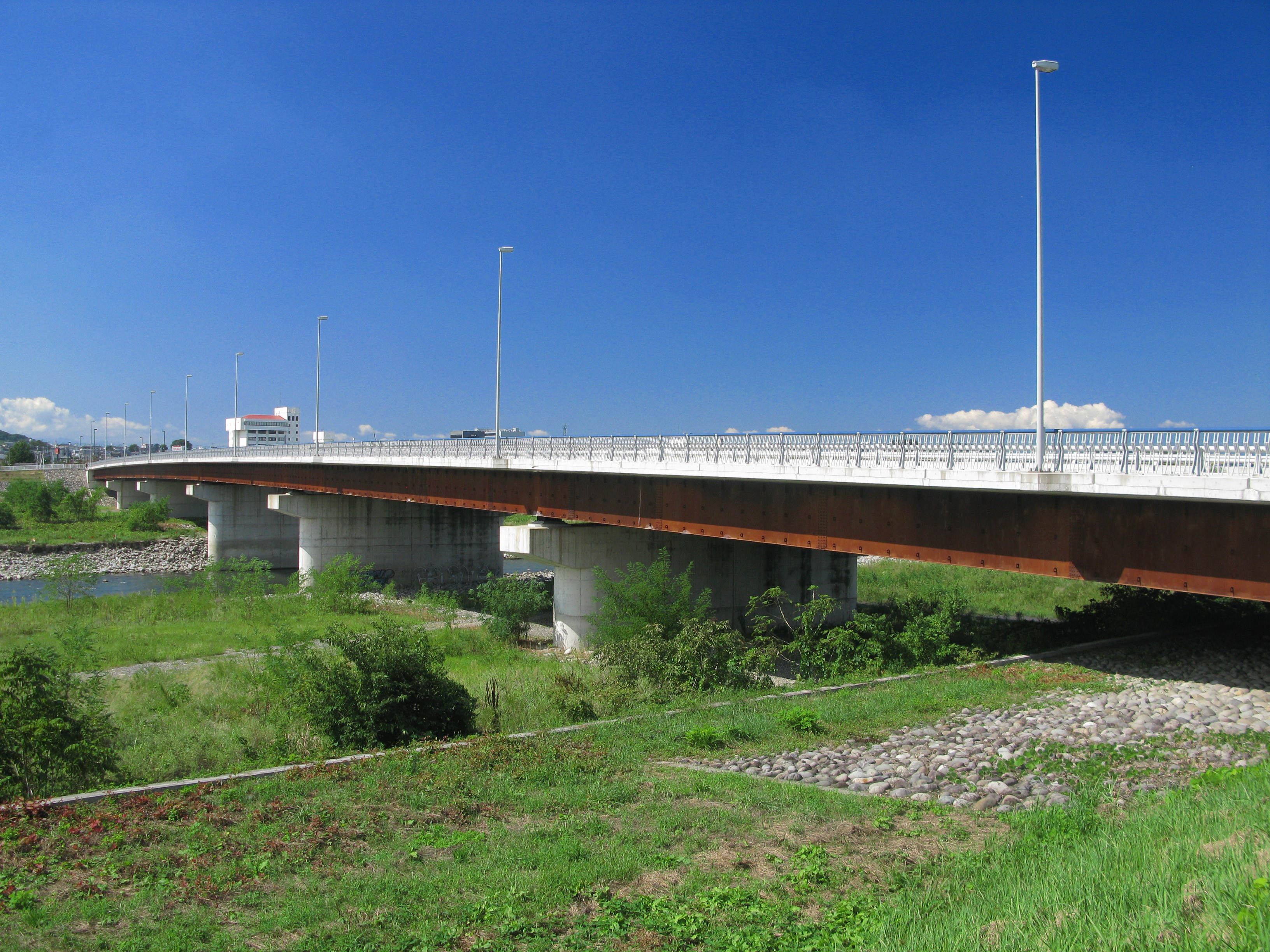
左岸下流側から

## 隣の橋
- 渡良瀬川

桐生大橋 - 錦桜橋 - 中通り大橋 - 昭和橋 - 松原橋